# Reményi Mihály
Reményi Mihály, születési és 1889-ig használt nevén Reismann Mihály (Pest, 1867. szeptember 15. – Budapest, 1939. június 23.) magyar hangszerkészítő és hangszerkereskedő, nemzetközi hírű, illetve törvényszéki hangszer-szakértő, a Reményi hangszertelep nevű cég és a Reményi-díj megalapítója.

## Élete
Reismann Ignác szobafestő és Kohn Teréz fiaként született. Kezdetben hegedülni tanult Reményi Ede hatására, aki csak névrokona volt. 14 éves korában kezdett érdeklődni a hegedűkészítés iránt. Bartek Edénél, Nemessányi Sámuel utódánál kezdte a hangszerészképzést. 1883-ban id. Tanczer Györgynél folytatta a tanulmányait 1885 szeptemberéig, amikor felszabadult.
1886 és 1887 folyamán Ferenczy Sándor, 1887-től 1889-ig Pilát Pál segédjeként dolgozott. Saját műhelyét 1890. július 22-én a Koronaherceg utcában nyitotta meg. Fél év után átköltöztette üzletét a Király utca 44. szám alá. Innen 1905-ben az 58. szám alá települt, majd a 60. szám alatti ingatlannal többemeletes áruházzá bővítette üzletét. Az első években a budai Márványmenyasszony étteremben hegedült.
Az 1896-os millenniumi kiállításon Stradivari-, Guarneri-, és Maggini-utánzatokkal szerepelt. Speciális olajlakkot mutatott be, amely átlátszóvá tette a hangszer felületét.
Első szakmai díját Pécsett szerezte 1907-ben. 1925-ben ezüstkoszorús mester címet nyert vonósnégyesével és egy olyan hegedűvel, ami a „Greffuhle” Stradivari másolata volt. Munkáját elismerte Hubay Jenő hegedűs és Popper Dávid gordonkás, a Zeneművészeti Főiskola tanárai. A Főiskola szállítója és házi hangszerjavítója lett, ő pedig megalapította a Reményi-díjat a legjobb hegedűs növendékeknek.
Alapító tagja volt az Ipartestület hangszerész szakosztályának. Fiaival, különösen Lászlóval mesterhangszer-gyűjteményt, fotókat és pontos hangszerleírásokat tartalmazó dokumentumtárat, valamint 400 kötetből álló magyar és idegen nyelvű szakkönyvtárat hozott létre.
1919-ben László fiát, 1921-ben Zoltán fiát is bevonta társtulajdonosként az üzletbe. Előbbi főképp a hangszerészeti, utóbbi a kereskedelmi ügyekben járt el. Unokája, Reményi Zsuzsa hárfás volt.
1939. június 23-án hunyt el. A Rákoskeresztúri temetőben helyezték örök nyugalomra.